# Aeroporto Internacional de São Carlos
O Aeroporto Estadual de São Carlos / Mário Pereira Lopes atual Aeroporto Internacional de São Carlos (IATA: QSC, ICAO: SDSC) foi construído na década de 1970, sendo inaugurado em 1976 pela Companhia Brasileira de Tratores, para uso exclusivo da empresa e alguns particulares, era denominado Aeródromo Francisco Pereira Lopes e atualmente possui uma boa infra-estrutura.
Está localizado no distrito de Água Vermelha no município de São Carlos no estado de São Paulo. Atualmente opera para voos internacionais e nacionais de manutenção da Latam MRO e outras companhias; além de operações na aviação geral privada e executiva, táxi aéreo, médica, militares, helicópteros, voos panorâmicos, aeroclube e escola de aviação.  

## História

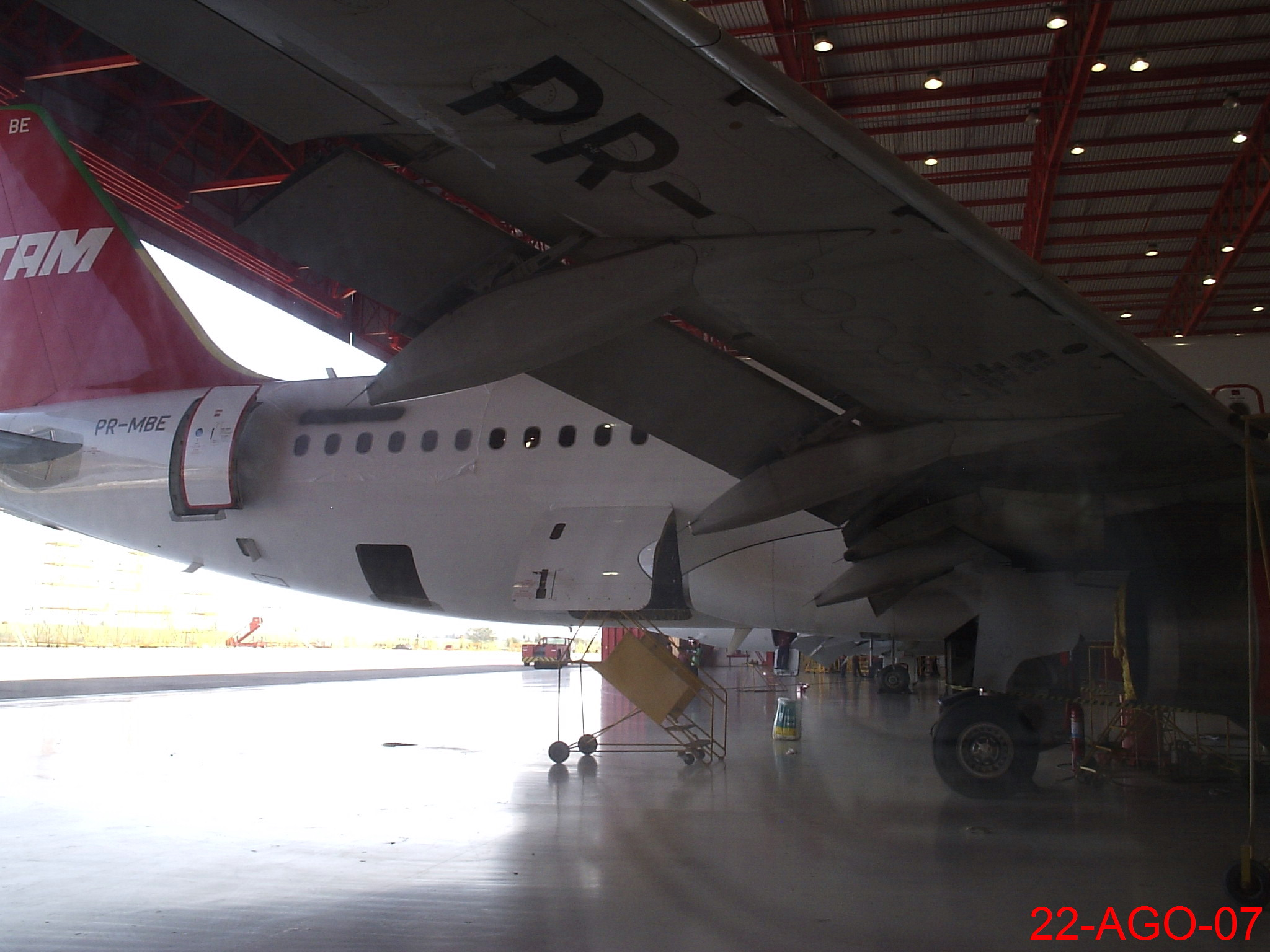
Hangar Latam MRO no aeroporto.

Quando da falência da CBT, em 1995, tanto a companhia como o aeródromo, ficaram nas mãos do BNDES.
Em 2001, a antiga fábrica foi passada ao controle da TAM, e o aeródromo passou às mãos do Daesp, quando foi totalmente remodelado e modernizado, com o aumento do tamanho da pista em seu comprimento e largura (que passou de 1460 x 30m para 1720 x 45m); para poder receber aviões para o LATAM MRO que se instalou no local a mais de uma década, e da aviação comercial em geral.
No momento o aeroporto está com pedido de aumento do comprimento da pista para 3.000 x 60m, aguardando aprovação junto ao Daesp e aos órgãos ambientais.
Foi aprovado pela Comissão de Finanças do Orçamento da Assembleia Legislativa de São Paulo a ampliação do aeroporto, inclusive a construção do Terminal de Cargas (TECA) para ser um terminal internacional de cargas, a aprovação ocorreu em sessão no dia 6 de novembro de 2009. A pista passará de 1.720 x 45m para 3.000 x 60m.
Em 31 de maio de 2011, foi autorizada a internacionalização do aeroporto pela ministro Guido Mantega. E o estado também fará a privatização do aeroporto.
Desde 9 de julho de 2013, a Brava Linhas Aéreas, anunciou que pretende operar voos em São Carlos, mas até o momento não foi iniciado.
Em 8 de setembro de 2014, o Ministro Guido Mantega autorizou o Daesp para a internacionalização do aeroporto de São Carlos.
Em 6 de dezembro de 2017, a Receita Federal autorizou a internacionalização do aeroporto de São Carlos, faltando agora, para sua concretização, a liberação da Polícia Federal e do Ministério da Agricultura.
Em 19 de dezembro de 2017, o Ministério dos Transportes, Portos e Aviação Civil, firma termo de compromisso para a realização de investimentos no Aeroporto Mário Pereira Lopes, da ordem 2 milhões de reais, para investimentos que devem ser utilizados para alargamento de pista e sinalização, além de outras benfeitorias necessárias, por causa da nova utilização do aeroporto como internacional.
Em 26 de novembro de 2018, o aeroporto recebe a autorização para alfandegamento, que foi publicado no Diário Oficial da União.
Em 21 de março de 2019, o aeroporto recebeu o 1.º pouso internacional vindo direto do Equador.
Em 23 de abril de 2019, o governo do estado anuncia o retorno de voos comerciais para São Carlos.
Em 4 de setembro de 2023, retomou autorização definitiva para operações internacionais. A internacionalização foi publicada pela Receita Federal no Diário Oficial da União, para operar em caráter eventual, voos e decolagens internacionais até 2052.

### Concessão a iniciativa privada em 2020
O Governador do Estado de São Paulo João Doria decidiu privatizar todos os aeroportos administrados pelo DAESP, incluindo a Aeroporto Internacional de São Carlos, além de São Carlos serão um total de 22 aeroportos privatizados em todo o estado, o governo visa reduzir custos e a melhoria do serviço.

### Concessão a iniciativa privada - 2021
O Governo do Estado de São Paulo decidiu privatizar todos os aeroportos administrados pelo DAESP, dentre eles, o Mário Pereira Lopes de São Carlos, o único do pacote já internacionalizado para uso exclusivo da LATAM MRO.
O leilão será em 15 de julho deste ano, na sede da Bolsa de Valores (B3), e a expectativa é que o Mário Pereira Lopes receba investimento em obras estruturais na pista, pátio de aeronaves, sistema de combate a incêndio e terminal de passageiros, além da construção de um terminal de cargas.
Em 16 de março de 2023, a Rede Voa entregou a reforma o terminal de passageiros, entre outras melhorias para o aeroporto.

### Histórico de operações em São Carlos
- Em 12 de novembro de 1933, em uma cerimônia no Campo de Marte, a VASP inaugurou as primeiras linhas para o interior paulista, (São Paulo-São Carlos-São José do Rio Preto, e São Paulo-Ribeirão Preto-Uberaba) com frequência de três viagens semanais. Sendo que em São Carlos a escala era feita no Aeroporto Salgado Filho-***/SDZC.[37][38] A companhia VASP utilizando dois bimotores Monospar ST4, de quatro lugares. Esses voos, com três frequências semanais (segunda-feira, quarta-feira e sexta-feira), marcaram o início das atividades do então Campo de Aviação de São Carlos.
- VASP - (Monospar ST-4 - Cap. 3 pax) - Linha: São Paulo/Marte MAE/SBMT, São Carlos ***/SDZC, Rio Preto SJP/SBSR - operou por 2 anos, de Nov/1933 a Dez/1935 (com intervalos)[37][39]
- OceanAir - (EMB 120 Brasilia - Cap. 30 pax) - Linha: Congonhas CGH/SBSP, São Carlos QSC/SDSC, Ribeirão Preto RAO/SBRP e Brasília BSB/SBBR. De Brasília para Barreiras, Lençóis, e Salvador, na Bahia. - operou por 6 meses, de Mar/2005 a Set/2005[40][41][42][43][44]

## Aeroporto Estadual deSão Carlos/ Mário Pereira Lopes
SDSC/QSC

### Características
Latitude: 21º 52’ 35’’ S - Longitude: 47º 54’ 12’’ W
Indicações IATA: QSC e ICAO: SDSC - Horário de Funcionamento: H24O/R
Código de Pista: 2 - Tipo de Operação: VFR noturno
Altitude: 807 (metros) / 2.648 (pés) - Área Patrimonial (ha): 20,33
Temperatura média: 27,9 °C - Categoria Contra Incêndio disponível: 0
Distância da capital (quilômetros): Aérea: 221 km - Rodoviária: 245 km
Distância até o centro da cidade: 14 km

### Movimento
Designação da cabeceira: 02 – 20 – Cabeceira Predominante: 02
Declividade máxima: 1,40% – Declividade Efetiva: 0,851%
Tipo de Piso: asfalto - Resistência do Piso (PCN): 47/F/A/X/T

### Pista
Dimensões (m): 1.720 x 45
Ligação do pátio à pista de pouso - PRB (m): 172,5 x 10,5
Pista de rolamento (taxyway) - PRC (m): 215 x 10,5
Tipo de Piso: asfalto
Distância da cabeceira mais próxima (m): 540

### Pátio
Dimensões (m): 60 x 60
Capacidade de Aviões: 3 EMB-110 ou 1 Airbus ou Boeing
Distância da Borda ao Eixo da Pista (m): 195
Tipo de Piso: asfalto

### Auxílios operacionais
Sinais de Eixo de Pista - Biruta - Luzes de Táxi
Sinais de Cabeceira de Pista - Sinais Indicadores de Pista - PAPI
Sinais de Guia de Táxi - Farol Rotativo
Luzes de Pista - Luzes de Obstáculos
Luzes de Cabeceira - Iluminação de Pátio
Estação de telecomunicações - (EPTA)
Frequência do rádio do aeródromo: 123,45 MHz - Circuito de Tráfego Aéreo: Padrão
São Carlos NDB - Identificador SAC - Frequência: 627 (desativado)

### Abastecimento
BR Aviation: AVGAS – Jet

### Instalações
Terminal de Passageiros (m²): 120
Estacionamento de Veículos - nº de vagas: 15 - Tipo de Piso: asfalto
Hangares: 6 - Cabine de Força (KF) - KC / KT

### Serviços
Telefone público - Ponto de táxi - Ônibus Urbano
Companhia aérea regional: Não - Sala terminal

### Outros
- LATAM MRO[47][48][49][50][51][52]
- Aeroclube de São Carlos[53][54][55]
- Seção Contra Incêndio - SCI
- Bombeiro de Aeródromo DAESP
- Companhia aérea: Não tem

O interior paulista, tem demanda de voos comerciais, mas por causa da desregulamentação as empresas é que escolhem os locais onde querem operar, gerando problemas para algumas regiões. O governo estadual e federal prometem obras e expansão. A aviação executiva tem interesse em alguns.

## Movimento aéreo

### Movimento relativo ao período correspondente (Fonte: Daesp)

#### Ano 2015
Movimento de passageiros
- Total no ano (regular+não regular): 1.144

Movimento de aeronaves
- Total no ano (regular+não regular+toque/arremetida): 1.626

#### Ano 2016
Movimento de passageiros
- Total no ano (regular+não regular): 1.156

Movimento de aeronaves
- Total no ano (regular+não regular+toque/arremetida): 2.138

#### Ano 2017[57]
Movimento de passageiros
- Total no ano (regular+não regular): 1.170

Movimento de aeronaves
- Total no ano (regular+não regular+toque/arremetida): 2.057

#### Ano 2018[57]
Movimento de passageiros
- Total no ano (regular+não regular): 866

Movimento de aeronaves
- Total no ano (regular+não regular+toque/arremetida): 1.636

## Concessão a iniciativa privada - 2021
No dia 15 de julho de 2021, na sede da B3, na capital paulista, o aeroporto Mario Pereira Lopes foi arrematado pela iniciativa privada, o lote Sudeste, que inclui outros 11 aeroportos, com destaque para o de Ribeirão Preto, o vencedor foi o Consórcio Voa NW e Voa SE, a partir da proposta de R$ 14,7 milhões, equivalente a ágio de 11,5% sobre a outorga mínima. A concessão à gestão da iniciativa privada prevê a prestação dos serviços públicos de operação, manutenção, exploração e ampliação da infraestrutura aeroportuária estadual. A ARTESP passa a ser agência reguladora do contrato de concessão. Com caráter de concorrência internacional e prazo de operação de 30 anos, o contrato prevê modelo de remuneração tarifária e não tarifária, por meio da exploração de receitas acessórias, como aluguéis de hangares ou atividades comerciais, no terminal, restaurantes e estacionamento, ou pela realização de investimentos para exploração de imobiliária, com grande potencial para o desenvolvimento de novas atividades e negócios em torno dos aeroportos. Agora, serão preparados todos os documentos para a assinatura de contrato entre as partes, com previsão do consórcio assumir a gestão, de fato, no início de 2022.
Para o Aeroporto Internacional de São Carlos, haverá a adequação do terminal e instalações aeroportuárias, prover sistema de indicador de rampa de aproximação (PAPI), implementar áreas de segurança (RESA), recapeamento e pintura da pista principal e de táxi e pátio, iluminação, atualizar licenciamentos ambientais, renovar licença de operação ambiental, propor manejo de fauna no aeroporto.